# Tysslingen (naturreservat)
Tysslingen är ett naturreservat i Örebro kommun i Örebro län.
Området är naturskyddat sedan 2008 och är 534 hektar stort. Reservatet omfattar sjö och strand i västra delen av sjön Tysslingen. Reservatet består av den grunda sjön och öppna strandängar.